# Dagsommerfugle
Dagsommerfugle (Rhopalocera) er en gruppebetegnelse for overfamilierne Hedyloidea og Papilionoidea (egentlige dagsommerfugle); den sidstnævnte inkluderer seks familier af sommerfugle med takvingefamilien som den største. Arterne er dagaktive i modsætning til de fleste øvrige sommerfugle. De udgør omkring 10 % af alle arter af sommerfugle. På verdensplan findes omkring 18.000 arter, hvoraf de fleste lever i troperne, især i Syd- og Mellemamerika og i Sydøstasien. I Danmark findes omkring 74 hjemmehørende arter, hvoraf en del dog er forsvundet eller er blevet meget sjældne.

## Kendetegn
Samtlige dagsommerfugle kan kendes på, at de mangler et vingekoblingsapparat mellem for- og bagvinge. Alle øvrige sommerfugle har dette apparat. Dagsommerfugle indtager deres hvileposition ved, at vingerne klappes sammen over ryggen. De har desuden kølleformede følehorn.

## Familier
Overfamilien Hedyloidea inkluderer kun en enkelt familie, Hedylidae, af sommerfugle i Mellem- og Sydamerika, der ligner møl, men på DNA-niveau viser slægtskab med overfamilien Papilionoidea (egentlige dagsommerfugle).
De seks familier af Papilionoidea (egentlige dagsommerfugle):
- Bredpander (Hesperiidae).
- Svalehaler (Papilionidae).
- Hvidvinger (Pieridae).
- Takvinger (Nymphalidae).
- Blåfugle (Lycaenidae).
- Metalvinger (Riodinidae).

## Danske dagsommerfugle
Bredpandefamilien (Hesperiidae):
- Gråbåndet bredpande (Erynnis tages).
- Spættet bredpande (Pyrgus malvae).
- Fransk bredpande (Pyrgus armoricanus).
- Skærbredpande (Pyrgus serratulae).
- Sortplettet bredpande (Carterocephalus silvicolus).
- Spejlbredpande (Heteropterus morpheus).
- Stregbredpande (Thymelicus lineola).
- Skråstregbredpande (Thymelicus sylvestris).
- Kommabredpande (Hesperia comma).
- Stor bredpande (Ochlodes venata).

Svalehalefamilien (Papilionidae):
- Apollo (Parnassius apollo).
- Mnemosyne (Parnassius mnemosyne).
- Svalehale (Papilio machaon).
- Sydeuropæisk svalehale (Iphiclides podalirius).

Hvidvingefamilien (Pieridae):
- Skovhvidvinge (Leptidea sinapis).
- Enghvidvinge (Leptidea juvernica).
- Sortåret hvidvinge (Aporia crataegi).

Kålsommerfugle:
- Stor kålsommerfugl (Pieris brassicae).
- Lille kålsommerfugl (Pieris rapae).
- Grønåret kålsommerfugl (Pieris napi).
- Grønbroget kålsommerfugl (Pontia daplidice).
- Aurora (Anthocharis cardamines).

Høsommerfugle:
- Mosehøsommerfugl (Colias palaeno).
- Gul høsommerfugl (Colias hyale).
- Sydlig høsommerfugl (Colias alfacariensis).
- Orange høsommerfugl (Colias crocea).
- Citronsommerfugl (Gonepteryx rhamni).

Takvingefamilien (Nymphalidae):
- Monark (Danaus plexippus).
- Iris (Apatura iris).
- Poppelsommerfugl (Limenitis populi).
- Hvid admiral (Limenitis camilla).

Egentlige takvinger:
- Kirsebærtakvinge (Nymphalis polychlorus).
- Østlig takvinge (Nymphalis xanthomelas).
- Det hvide L (Nymphalis vaualbum).
- Sørgekåbe (Nymphalis antiopa).
- Dagpåfugleøje (Inachis io)
- Admiral (Vanessa atalanta).
- Tidselsommerfugl (Cynthia cardui).
- Nældens takvinge (Aglais urticae).
- Det hvide C (Polygonia c-album).
- Nældesommerfugl (Araschnia levana).

Perlemorsommerfugle:
- Kejserkåbe (Argynnis paphia).
- Østlig perlemorsommerfugl (Argyronome laodice).
- Markperlemorsommerfugl (Mesoacidalia aglaja).
- Skovperlemorsommerfugl (Fabriciana adippe).
- Klitperlemorsommerfugl (Fabriciana niobe).
- Storplettet perlemorsommerfugl (Issoria lathonia).
- Engperlemorsommerfugl (Brenthis ino).
- Moseperlemorsommerfugl (Boloria aquilonaris).
- Brunlig perlemorsommerfugl (Clossiana selene).
- Rødlig perlemorsommerfugl (Clossiana euphrosyne).
- Violet perlemorsommerfugl (Clossiana dia).

Pletvinger:
- Galathea (Melanargia galathea).
- Okkergul pletvinge (Melitaea cinxia).
- Mørk pletvinge (Melitaea diamina).
- Brun pletvinge (Mellicta athalia).
- Askepletvinge (Euphydryas maturna).
- Hedepletvinge (Euphydryas aurinia).

Randøjer:
- Sandrandøje (Hipparchia semele).
- Skov-bjergrandøje (Erebia ligea).
- Græsrandøje (Maniola jurtina).
- Engrandøje (Aphantopus hyperantus).
- Buskrandøje (Pyronia tithonus).
- Moserandøje (Coenonympha tullia).
- Okkergul randøje (Coenonympha pamphilus).
- Perlemorrandøje (Coenonympha arcania).
- Herorandøje (Coenonympha hero).
- Skovrandøje (Pararge aegeria).
- Vejrandøje (Lasiommata megera).
- Skov-vejrandøje (Lasiommata maera).
- Bjerg-vejrandøje (Lasiommata petropolitana).

Blåfuglefamilien (Lycaenidae)
- Terningsommerfugl (Hamearis lucina).

Busksommerfugle:
- Guldhale (Thecla betulae).
- Blåhale (Quercusia quercus eller Neozephyrus quercus).
- Det hvide W (Satyrium w-album).
- Egesommerfugl (Satyrium ilicis).
- Slåensommerfugl (Satyrium pruni).
- Grøn busksommerfugl (Callophrys rubi).

Ildfugle:
- Lille ildfugl (Lycaena phlaeas).
- Stor ildfugl (Lycaena dispar).
- Dukatsommerfugl (Lycaena virgaureae).
- Sort ildfugl (Lycaena tityrus).
- Violet ildfugl (Lycaena alciphron).
- Violetrandet ildfugl (Lycaena hippothoe).

Egentlige blåfugle:
- Dværgblåfugl (Cupido minimus).
- Skovblåfugl (Celastrina argiolus).
- Kløverblåfugl (Glaucopsyche alexis).
- Ensianblåfugl (Maculinea alcon).
- Sortplettet blåfugl (Maculinea arion).
- Engblåfugl (Cyaniris semiargus).
- Almindelig blåfugl (Polyommatus icarus).
- Isblåfugl (Polymmatus amanda).
- Rødplettet blåfugl (Aricia agestis).
- Sortbrun blåfugl (Aricia artaxerxes).
- Bølleblåfugl (Vacciniina optilete).
- Argusblåfugl (Plebejus argus).
- Foranderlig blåfugl (Plebejus idas).

## Rødlistestatus 2019
Der er 113 arter af dagsommerfugle i Danmark, hvoraf en tredjedel (34 %) optræder tilfældigt eller er under etablering. Det har således været relevant at vurdere 75 af de 113 dagsommerfuglearter efter IUCNs rødlistekriterier til den danske rødliste.
Af de 75 rødlistevurderede arter er:
- 12 arter (16 %) er regionalt uddøde arter (RE) og forsvundet fra den danske natur.
- 2 arter (3 %) er kritisk truet (CR) og har således ekstremt høj risiko for at uddø i den vilde natur.
- 6 arter (8 %) truede (EN) og har dermed stor risiko for at forsvinde fra den danske natur.
- 6 arter (8 %) er sårbare arter (VU)
- 9 arter (12 %) er næsten truet (NT), hvilket betyder, at de er tæt på at at være truede.
- De sidste 40 er ikke truede arter (LC).

Dagsommerfuglene er først og fremmest truet af forringelser og tab af levesteder, især som følge af tilgroning.

## Gallerier
| Galleri med danske arter i Bredpandefamilien |
| --- |
| - Gråbåndet bredpande (Erynnis tages) Erynnis tages - Spættet bredpande (Pyrgus malvae) Pyrgus malvae - Fransk bredpande (Pyrgus armoricanus) Pyrgus armoricanus - Skærbredpande (Pyrgus serratulae) Pyrgus serratulae - Sortplettet bredpande (Carterocephalus silvicolus) Carterocephalus silvicolus - Spejlbredpande (Heteropterus morpheus) Heteropterus morpheus - Stregbredpande (Thymelicus lineola) Thymelicus lineola - Skråstregbredpande (Thymelicus sylvestris) Thymelicus sylvestris - Kommabredpande (Hesperia comma) Hesperia comma - Stor bredpande (Ochlodes sylvanus) Ochlodes sylvanus |

| Galleri med danske arter i Svalehalefamilien                                                                                           |
| --- |
| - Apollo Parnassius apollo - Mnemosyne Parnassius mnemosyne - Svalehale Papilio machaon - Sydeuropæisk svalehale Iphiclides podalirius |

| Galleri med danske arter i Hvidvingefamilien |
| --- |
| - Skovhvidvinge - Leptidea sinapis - Sortåret hvidvinge - Aporia crataegi - Stor kålsommerfugl - Pieris brassicae - Lille kålsommerfugl - Pieris rapae - Grønåret kålsommerfugl - Pieris napi - Grønbroget kålsommerfugl - Pontia daplidice - Aurora - Anthocharis cardamines - Mosehøsommerfugl - Colias palaeno - Gul høsommerfugl - Colias hyale - Sydlig høsommerfugl - Colias alfacariensis - Orange høsommerfugl - Colias crocea - Citronsommerfugl - Gonepteryx rhamni |

| Galleri med danske arter i Takvingefamilien |
| --- |
| Egentlige takvinger ↓ - Perlemorsommerfugle ↓ Randøjer ↓ - Monark - Leptidea sinapis - Iris - Apatura iris - Poppelsommerfugl - Limenitis populi - Hvid admiral - Limenitis camilla Egentlige takvinger - Kirsebærtakvinge - Nymphalis polychloros - Østlig takvinge - Nymphalis xanthomelas - Det hvide L - Nymphalis vaualbum - Sørgekåbe - Nymphalis antiopa - Dagpåfugleøje - Aglais io - Admiral - Vanessa atalanta - Tidselsommerfugl - Vanessa cardui - Nældens takvinge - Aglais urticae - Det hvide C - Polygonia c-album - Nældesommerfugl - Araschnia levana Pletvinger - Okkergul pletvinge Melitaea cinxia - Mørk pletvinge Melitaea diamina - Brun pletvinge Mellicta athalia - Askepletvinge Euphydryas maturna - Hedepletvinge Euphydryas aurinia Perlemorsommerfugle - Kejserkåbe Argynnis paphia - Østlig perlemorsommerfugl - Argynnis laodice - Markperlemorsommerfugl Argynnis aglaja - Skovperlemorsommerfugl Argynnis adippe - Klitperlemorsommerfugl - Argynnis niobe - Storplettet perlemorsommerfugl Issoria lathonia - Engperlemorsommerfugl Brenthis ino - Moseperlemorsommerfugl Boloria aquilonaris - Brunlig perlemorsommerfugl Boloria selene - Rødlig perlemorsommerfugl Boloria euphrosyne - Violet perlemorsommerfugl Clossiana dia Randøjer - Galathea Melanargia galathea - Sandrandøje Hipparchia semele - Skovbjergrandøje Erebia ligea - Græsrandøje Maniola jurtina - Engrandøje Aphantopus hyperanthus - Buskrandøje Pyronia tithonus - Moserandøje Coenonympha tullia - Okkergul randøje Coenonympha pamphilus - Perlemorrandøje Coenonympha arcania - Herorandøje Coenonympha hero - Skovrandøje Pararge aegeria - Vejrandøje Lasiommata megera - Skovvejrandøje Lasiommata maera - Bjergvejrandøje Lasiommata petropolitana |